# Communauté de communes de Rivière-Chinon-Saint-Benoît-la-Forêt
La Communauté de communes de Rivière-Chinon-Saint-Benoît-la-Forêt est une ancienne communauté de communes française, située dans le département d'Indre-et-Loire et la région Centre-Val de Loire.

## Géographie

### Composition
Elle regroupait trois communes : 
| Code Insee | Commune               | Maire                | Population 2007 | Superficie | Densité      |
| ---------- | --------------------- | -------------------- | --------------- | ---------- | ------------ |
| 37072      | Chinon                | Jean-Pierre Duvergne | 8 202 hab.      | 39,02 km2  | 210 hab./km2 |
| 37201      | Rivière               | Michel Ossant        | 658 hab.        | 3,6 km2    | 180 hab./km2 |
| 37210      | Saint-Benoît-la-Forêt | Didier Guilbault     | 824 hab.        | 35,25 km2  | 23 hab./km2  |

## Historique
- 14 décembre 2001 : création de la communauté de communes
- 31 décembre 2013 : disparition de la communauté de communes qui fusionne avec la communauté de communes de la Rive gauche de la Vienne et la communauté de communes du Véron pour former la communauté de communes Chinon, Vienne et Loire.

## Démographie
La communauté de communes de Rivière-Chinon-Saint-Benoît-la-Forêt comptait 9 684 habitants (population légale INSEE) au 1er janvier 2007. La densité de population est de 124,3 hab./km2.

### Évolution démographique
| 1968  | 1975  | 1982   | 1990   | 1999   | 2007  | - | - | - |
| ----- | ----- | ------ | ------ | ------ | ----- | - | - | - |
| 8 390 | 9 720 | 10 251 | 10 146 | 10 103 | 9 684 | - | - | - |

### Pyramide des âges
| Hommes | Classe d’âge | Femmes |
| ------ | ------------ | ------ |
| 0,9    | 90 ans ou +  | 2,7    |
| 8,5    | 75 à 89 ans  | 13,3   |
| 14,9   | 60 à 74 ans  | 15,8   |
| 23,8   | 45 à 59 ans  | 21,8   |
| 17,8   | 30 à 44 ans  | 17,5   |
| 18,1   | 15 à 29 ans  | 14,1   |
| 16     | 0 à 14 ans   | 14,7   |

| Hommes | Classe d’âge | Femmes |
| ------ | ------------ | ------ |
| 0,3    | 90 ans ou +  | 1,1    |
| 4,4    | 75 à 89 ans  | 6,6    |
| 13,4   | 60 à 74 ans  | 12,8   |
| 22,1   | 45 à 59 ans  | 22,5   |
| 22,2   | 30 à 44 ans  | 23     |
| 15,4   | 15 à 29 ans  | 14,8   |
| 22,2   | 0 à 14 ans   | 19,3   |

## Politique communautaire

### Représentation

#### Présidents de la communauté de communes
| Période | Période | Identité             | Étiquette | Qualité         |
| ------- | ------- | -------------------- | --------- | --------------- |
| 2001    | ...     |                      |           |                 |
| ...     | 2013    | Jean-Pierre Duvergne |           | Maire de Chinon |

### Compétences
- Aménagement de l'espace communautaire
- Développement économique intéressant l'ensemble de la communauté
- Création, aménagement et entretien de la voirie d'intérêt communautaire
- Politique du logement social d’intérêt communautaire et actions en faveur des logements des personnes défavorisées
- Environnement
- Action sociale
- Petite enfance
- Politique en faveur des personnes âgées

### Identité visuelle
|  | Logo de la Communauté de Communes |

## Pour approfondir

### Sources
- Le splaf
- La base aspic